# Lončari (Donji Žabar)
Pour les articles homonymes, voir Lončari.
Lončari (en serbe cyrillique : Лончари) est un village de Bosnie-Herzégovine. Il est situé dans la municipalité de Donji Žabar et dans la république serbe de Bosnie. Selon les premiers résultats du recensement bosnien de 2013, il compte 985 habitants.

## Démographie

### Évolution historique de la population dans la localité
| 1948 | 1953 | 1961 | 1971 | 1981 | 1991 | 2013 |
| ---- | ---- | ---- | ---- | ---- | ---- | ---- |
| -    | -    | 479  | 467  | 492  | 484  | 985  |

|  |